# Antônio, o Jovem
Santo Antônio (português brasileiro) ou António (português europeu), o Jovem (em grego: Ἀντώνιος ὁ νέος; 785 – 11 de novembro de 865) foi um oficial militar bizantino que tornou-se monge e santo. É festejado pela Igreja Ortodoxa em 1 de dezembro.

## Vida
Santo Antônio nasceu João Équimo (Ἰωάννης Ἔχιμος) em Fóssato, próximo de Jerusalém, em 785. Seus pais foram Fotino e Irene, e teve ao menos um irmão chamado Davi e uma irmã chamada Teódula. Segundo sua hagiografia, quando era criança foi levado ao ermitão João, que predisse sue futuro. Quando sua mãe morreu em ca. 800, ele e seus irmãos deixaram a Palestina para Ataleia. Lá, entrou em serviço imperial, provavelmente na marinha bizantina. Em 821 ou 822, foi promovido a ek prosopou (governador representante) do Tema Cibirreota. Manteve o posto até 825, embora pode ter sido promovido para governador temático (estratego) no meio tempo. Participou na supressão a rebelião de Tomás, o Eslavo em 822–823 e gastou 10 meses em Constantinopla em 823–824, antes de retornar para sue tema e liderar a repulsão dum ataque árabe contra Ataleia ou Sileu.

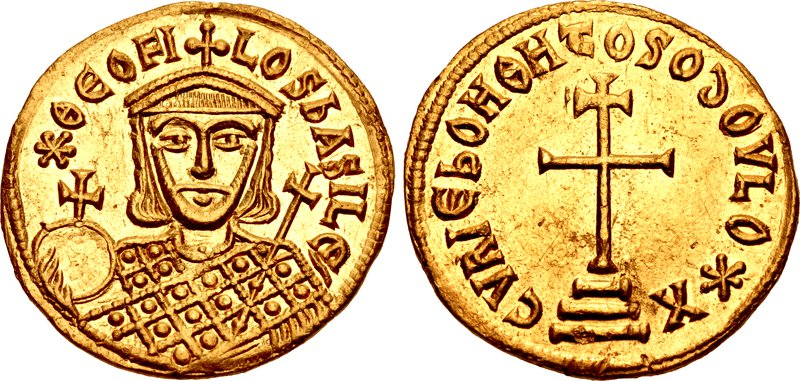
Soldo de Teófilo r.

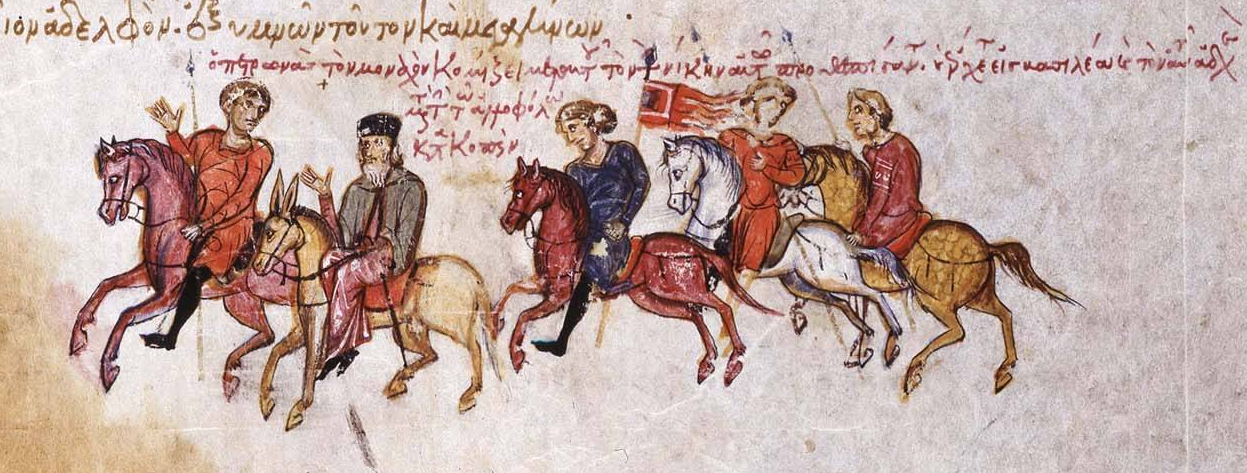
Petronas (extrema esquerda) com João, o monge que previu sua vitória na batalha de Lalacão

Em 825, quando estava próximo de casar, foi secretamente tonsurado pelo monge estilita Eustrácio, e adotou o nome monástico de Antônio. Ao lado de seu servo Teodoro, gastou algum tempo em Amório antes de mudar-se para Pilas e Niceia e então para Agauro ou o Mosteiro de Pandemo sobre o Monte Olimpo da Bitínia. Sua hagiografia alega que durante estas jornadas foi repetidamente resgatado da necessidade de modo miraculoso. Em 829 ou 830, foi julgado, sob ordens do imperador Teófilo, pelo mestre das petições Estêvão por sua perseguição aos apoiantes de Tomás, o Eslavo após o fim de sua rebelião e foi preso por cinco meses na capital. Após ser açoitado, foi libertado e retornou para Agauro. Em algum momento mais tarde (Raymond Janin coloca isso entre 837 e 843) ele partiu para Briles, onde viveu numa capela dedicada a São Pantaleão. Ele então gastou algum tempo no Mosteiro de Heráclio em Quios, retornou para Agauro em 842 e então foi novamente para o Mosteiro de Heráclio, onde permaneceu até 848, quando mudou-se para o metóquio de Todos os Santos em Constantinopla.
Em ca. 855, Antônio curou o patrício Petronas, o tio do imperador Miguel III, que tornou-se seu discípulo. Os dois tiveram uma íntima relação, e diz-se que Antônio teria profetizado a grande vitória de Petronas sobre os árabes em 863 na batalha de Lalacão. Naquele ano, Antônio mudou-se para o Éfeso, antes de retornar para Constantinopla em 865, gastando seus dias finais até sua morte em 11 de novembro no Mosteiro de Leão, o Diácono. Ele é festejado pela Igreja Ortodoxa em 11 de novembro e 1 de dezembro.